# ليني فاوستينو
ليني فاوستينو هو متزلج فني كندي، ولد في 29 مايو 1979 في تورونتو في كندا.

## وصلات خارجية
- ليني فاوستينو على موقع الاتحاد الدولي للتزلج (الإنجليزية)
- ليني فاوستينو على موقع الاتحاد الدولي للتزلج (الإنجليزية)
- ليني فاوستينو على موقع أوليمبيديا (الإنجليزية)